# Stephan Lackner

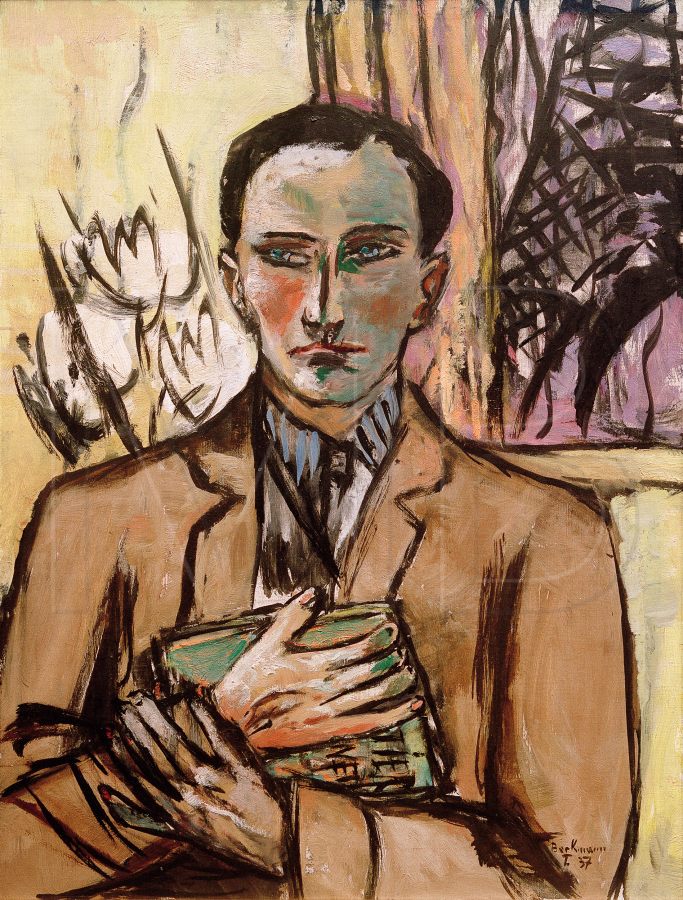
Stephan Lackner, porträtiert von Max Beckmann

Stephan Lackner (* 21. April 1910 als Ernest Gustave Morgenroth in Paris; † 26. Dezember 2000 in Santa Barbara (Kalifornien)) war ein deutschamerikanischer Autor, Kunstsammler und Freund Max Beckmanns.

## Leben und Leistung
Stephan Lackner wurde in Paris als zweitältester von drei Söhnen (Henri * 1909, Charles * 1912) des jüdischen Kaufmanns Sigmund Morgenroth und dessen protestantischer Ehefrau Lucie geb. Gast geboren. Mit Beginn des Ersten Weltkriegs 1914 zog die Familie nach Berlin, 1919 nach Bad Homburg vor der Höhe und 1925 nach Frankfurt am Main, wo Lackner 1928 sein Abitur machte. Er studierte anschließend Philosophie und Kunstgeschichte in Frankfurt, Berlin und Gießen. Dort schloss er sein Studium 1933 mit der Promotion ab (unter seinem deutschen Geburtsnamen Ernst Morgenroth), direkt bevor die Familie nach Paris emigrierte. (Die Universität erkannte dem staatenlosen Emigranten im selben Jahr noch den Doktortitel ab, rehabilitierte Lackner gemeinsam mit den anderen Aberkennungen öffentlich aber erst im Februar 2006, in diesem Falle also postum.)
Als Frankfurter Gymnasiast hatte er bereits regelmäßig mit seinem Freund Levi Heiden, dem späteren Komponisten Bernhard Heiden, das Städel und Ausstellungen des Frankfurter Kunstvereins besucht, und im Hause Levi fand er Gefallen an dort hängenden Bildern von Heckel, Hofer und besonders von Max Beckmann. Bei einer Abendgesellschaft im Elternhaus des Freundes erlebte er Max Beckmann das erste Mal persönlich und war von seiner Persönlichkeit fasziniert. Es war der Beginn einer lebenslangen, intensiven Beschäftigung mit dem Maler und aus der anfänglichen Zugeneigtheit wurde im Laufe der Jahre Freundschaft. 1928 erwarb Lackner sein erstes kleines Beckmann-Bild, eine Lithographie. Im Juni 1933 fuhr Lackner mit seinem Bruder Henri nach Erfurt, um eine im dortigen Angermuseum angekündigte Beckmann-Ausstellung zu besuchen. Auf Weisung des Propagandaministeriums war die Ausstellung zwar verboten worden, es gelang den beiden jedoch, die Bilder im Speicher zu sehen. Lackners Begeisterung war so groß, dass er sich zum Kauf des Gemäldes Mann und Frau entschloss. Beckmann bedankte sich: „Ihr Ankauf war die einzige Sympathiebezeugung, die mir in diesen schweren Tagen zugekommen ist. Ich werde Ihnen das nie vergessen.“
Im Sommer unternahm Lackner eine Exkursion in den Atlas, um darüber zu schreiben. Seine ersten journalistischen Berichte musste er schon unter Pseudonym publizieren, um die Familie nicht zu gefährden, und für die ersten Aufsätze in Leopold Schwarzschilds Emigrantenzeitschrift Das Neue Tage-Buch nach seiner Rückkehr nach Paris verwandte er schon den Namen Stephan Lackner, den er später (1943) in den Vereinigten Staaten legalisieren ließ. Stephan Lackner wurde Schriftsteller: Er veröffentlichte 1937 seinen ersten Gedichtband Die weite Reise und das Schauspiel Der Mensch ist kein Haustier und 1938 seinen ersten Roman Jan Heimatlos. Für das Schauspiel hatte er Beckmann als Illustrator gewinnen können, der von dem Stück sehr angetan war. Lackner unterstützte in den folgenden Jahren Beckmann durch Ankäufe und feste Malaufträge. Er kaufte 1937 die Triptychen Versuchung und (gemeinsam mit dem Galeristen Curt Valentin) Abfahrt. Er überredete den Maler, sich im Sommer 1938 an der Twentieth Century German Art in London zu beteiligen, die sich als Antwort auf die Münchner Ausstellung Entartete Kunst im Jahr zuvor verstand, und er begleitete das Ehepaar Beckmann dorthin. Am 3. September 1938 verpflichtete sich Lackner vertraglich zum Kauf von monatlich zwei Gemälden. Lackner schreibt in seinen Erinnerungen: „Die festen Monatszahlungen trugen dazu bei, ihm ein Gefühl von Sicherheit zu geben und seine Schaffensfreude zu stimulieren.“ Im Jahr 1939 schuf Beckmann ein Porträt von ihm. In den Pariser Jahren (bis 1939) unterstützte Lackner gemeinsam mit seinem Vater auch regelmäßig Walter Benjamin.
Mit der Familie emigrierte Stephan Lackner in die USA, sie erreichten am 28. April 1939 New York. Dort heiratete er am 21. Juni 1940 Gretl von Bronneck geborene Pernkopf. Sie zogen nach Santa Barbara in Kalifornien. Er leistete von November 1943 bis Dezember 1945 seinen Militärdienst, bis Juli 1945 mit seinem Panzerbataillon in Deutschland. Der Kontakt zu Beckmann war in dieser Zeit unterbrochen gewesen, doch nach Kriegsende konnten sie wieder schriftlich kommunizieren. Im Sommer 1946 wurde der erste Teil seines großangelegten Romanprojekts Der Techniker und die Wasserfee fertig, und im April 1947 reiste das Ehepaar mit seinem ein Jahr alten Sohn Peter nach Paris. Sie trafen Beckmanns und konnten die von Freunden versteckten Beckmannbilder unversehrt und vollständig in Empfang nehmen. Lackner reiste mit der Familie drei Jahre durch Europa, traf in München den anderen großen Beckmann-Freund und Kunsthändler Günther Franke. Sein Drama In letzter Instanz wurde 1950 in Wien uraufgeführt und aus dem zweiten Band der Romantrilogie konnte ein Teil als Novelle Das Lied des Pechvogels veröffentlicht werden. Nebenher schrieb er zahlreiche Erzählungen, Kurzgeschichten und Aufsätze, die in deutschsprachigen Tages- und Wochenzeitungen erscheinen konnten. Im Juni 1950 wurde in Locarno der zweite Sohn Thomas geboren.
Zurück in New York im Oktober 1950 trafen sie wieder regelmäßig Beckmanns. Das Telegramm mit der Mitteilung über den Tod des Freundes erreichte sie in Santa Barbara. Das mit Beckmann gemeinsam konzipierte Illustrationsprojekt Der große Jahrmarkt konnte nicht mehr verwirklicht werden. 1953 wurde Lucas Lackner geboren.

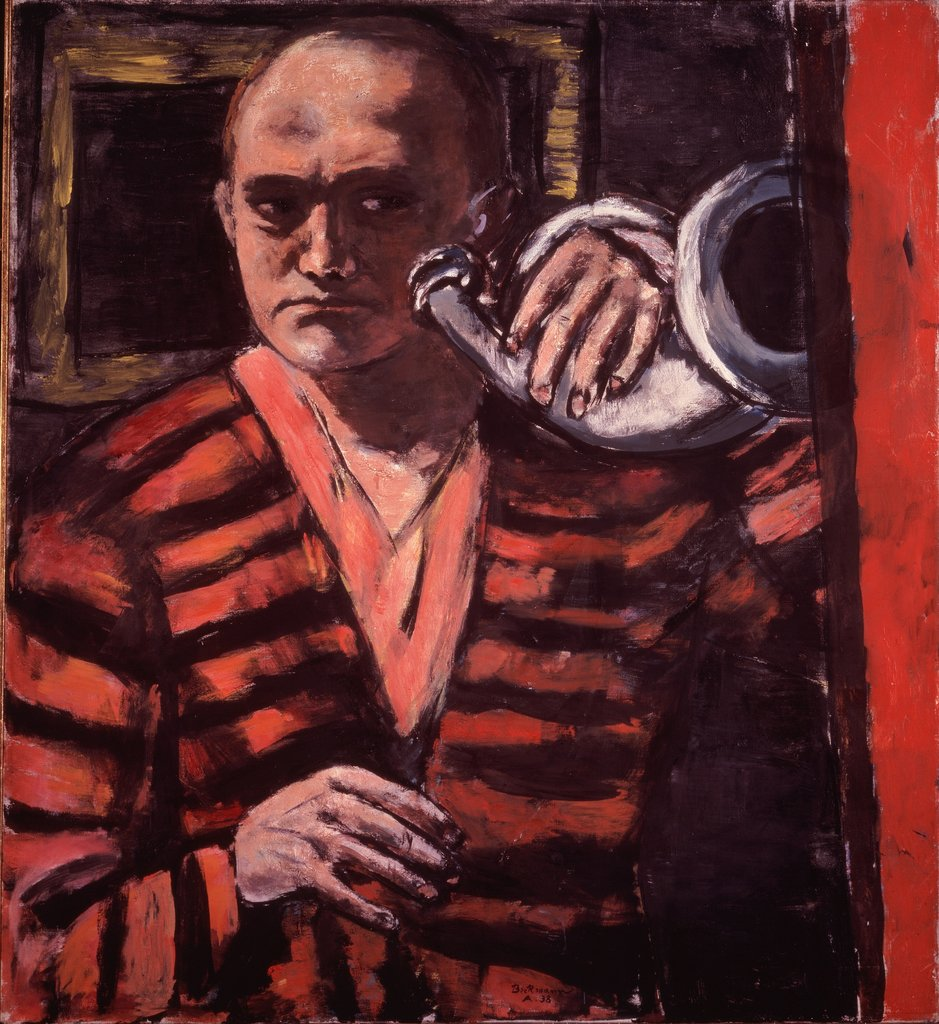
Max Beckmann: Selbstporträt mit Horn (1938)

1959 und immer wieder bis 1996 reisten Lackners für jeweils mehrere Monate nach Europa, freundeten sich mit Peter und Maja Beckmann, Erhard und Barbara Göpel an. Der damalige Direktor der Kunsthalle Bremen Günter Busch initiierte 1966 und 1967 Ausstellungen der Beckmann-Sammlung Stephan Lackners in Bremen, Berlin, Karlsruhe, Wien, Linz und Luzern. Lackner veröffentlichte zahlreiche Schriften: 1956 den amerikanischen Bestseller Discover your self, neben anderen kunsthistorischen Arbeiten 1978 seine große Beckmann-Monographie (deutsch 1979), einige weitere Romane und Erzählungen und 1982 Die friedfertige Natur als Ergebnis seiner kritischen Auseinandersetzung mit Konrad Lorenz’ Werk Das sogenannte Böse, das später auch in einer amerikanischen Ausgabe erschien.
Lackner war Mitglied des P.E.N.-Zentrums deutschsprachiger Autoren im Ausland.
Stephan Lackners schriftstellerischen Nachlass übergab die Familie nach seinem Tod dem Münchner Max Beckmann Archiv, das noch im Frühjahr 2000 eine Ausstellung zu Ehren Lackners in der Pinakothek der Moderne ausgerichtet hatte. Ein spektakuläres Ereignis war 2001 in New York die Versteigerung von Beckmanns Selbstbildnis mit Horn aus der Sammlung Lackner für 22,6 Mio. Dollar an Ronald Lauder, der es seither in seiner New Yorker Neuen Galerie regelmäßig zeigt.

## Werke (Auswahl)
- Sprachzeichen und Gegenstand – Die Sprache als Instrument der Logik. Bottrop 1934 (Diss. Universität Gießen 1933)
- Die weite Reise. Gedichte, Verlag Oprecht, Zürich 1937.
- Der Mensch ist kein Haustier. Drama, mit sieben Originallithographien von Max Beckmann, Èdition Cosmopolites, Paris 1937.
  - Reprint 1977 Verlag Georg Heintz, Worms 1977, ISBN 3-921333-97-0.
- Max Beckmann’s Mystical Pageant of the World. Broschüre anlässlich der Ausstellung Twentieth Century German Art in den New Burlington Galleries, London 1938 (deutsch: Das Welttheater des Malers Beckmann, wieder abgedruckt 1967 in Lackners Ich erinnere mich gut an Max Beckmann und 2000 in Christian Lenz’ Stephan Lackner – der Freund Max Beckmanns)
- Jan Heimatlos. Roman, Verlag Die Liga, Zürich 1939.
  - Reprint mit einem neuen Vorwort des Verfassers und Stimmen von Alfred Wolfenstein und Walter Benjamin, Verlag Klaus Guhl, Berlin 1981.
- ‘Temptation’ by Max Beckmann. New York 1943
- In letzter Instanz. Drama, München 1947
- Das Lied des Pechvogels. Novelle, Konstanz 1950
- Der große Jahrmarkt. Drama, 1951
- Discover your self. A practical guide to autoanalysis. New York 1956
- Max Beckmann 1884–1950. Berlin 1962
- Der weise Professor Virrus. Erzählungen, Recklinghausen 1963
- Max Beckmann – Die Neun Triptychen. Berlin 1965
- Ich erinnere mich gut an Max Beckmann. Mainz 1967
- Max Beckmann. H.N. Abrams, New York 1977. Deutsche Ausgabe, Verlag Dumont, Köln 1979
- Der geteilte Mantel. Roman, Tübingen 1979
- Requiem für eine Liebe. Roman, Tübingen 1980
- Die friedfertige Natur. Symbiose statt Kampf. München 1982
- Max Beckmann. München 1983
- Selbstbildnis mit Feder. Ein Tage- und Lesebuch. Erinnerungen. Limes, Berlin 1988, ISBN 3-8090-2268-3. (Hauptsächliche Quelle für die Lebensbeschreibung oben!)
- Thomas B. Schumann (Hrsg.): Ein Mann mit blauen Haaren. Erzählungen, edition memoria, Hürth 1996, ISBN 978-3-930353-07-1.

Daneben schrieb Stephan Lackner viele Texte für Leopold Schwarzschilds Emigrantenzeitschrift Das Neue Tage-Buch, für den New Yorker Aufbau, das Argentinische Tageblatt, die Basler National-Zeitung, für zahlreiche Beckmann-Ausstellungskataloge und andere Zeitungen und Zeitschriften. Sie sind dokumentiert von Marco Pesarese in Christian Lenz’ Stephan Lackner – der Freund Max Beckmanns (s. u.).

## Dokumentationen/Film
- Max Beckmann und sein Mäzen Stephan Lackner. USA/D 1992–94. Spr.: D. 88 Min. FSK Info-Programm gem. §14 JuschG. Mono DD. Zweitausendeins Edition. 2013. DVD. Zweitausendeins.de